# Finkenstein am Faaker See
Finkenstein am Faaker See (szlovénül Bekštanj) osztrák mezőváros Karintia Villachvidéki járásában. 2016 januárjában 8799 lakosa volt. 

## Elhelyezkedése

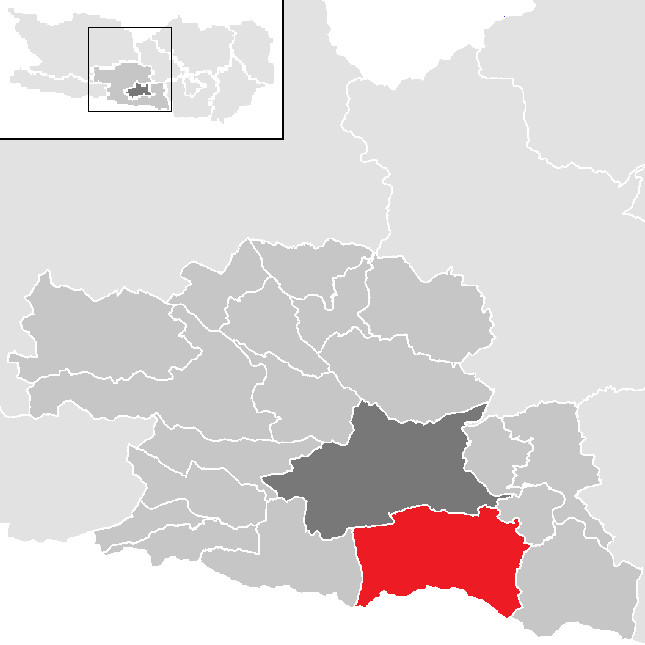
Finkenstein a Villachvidéki járásban

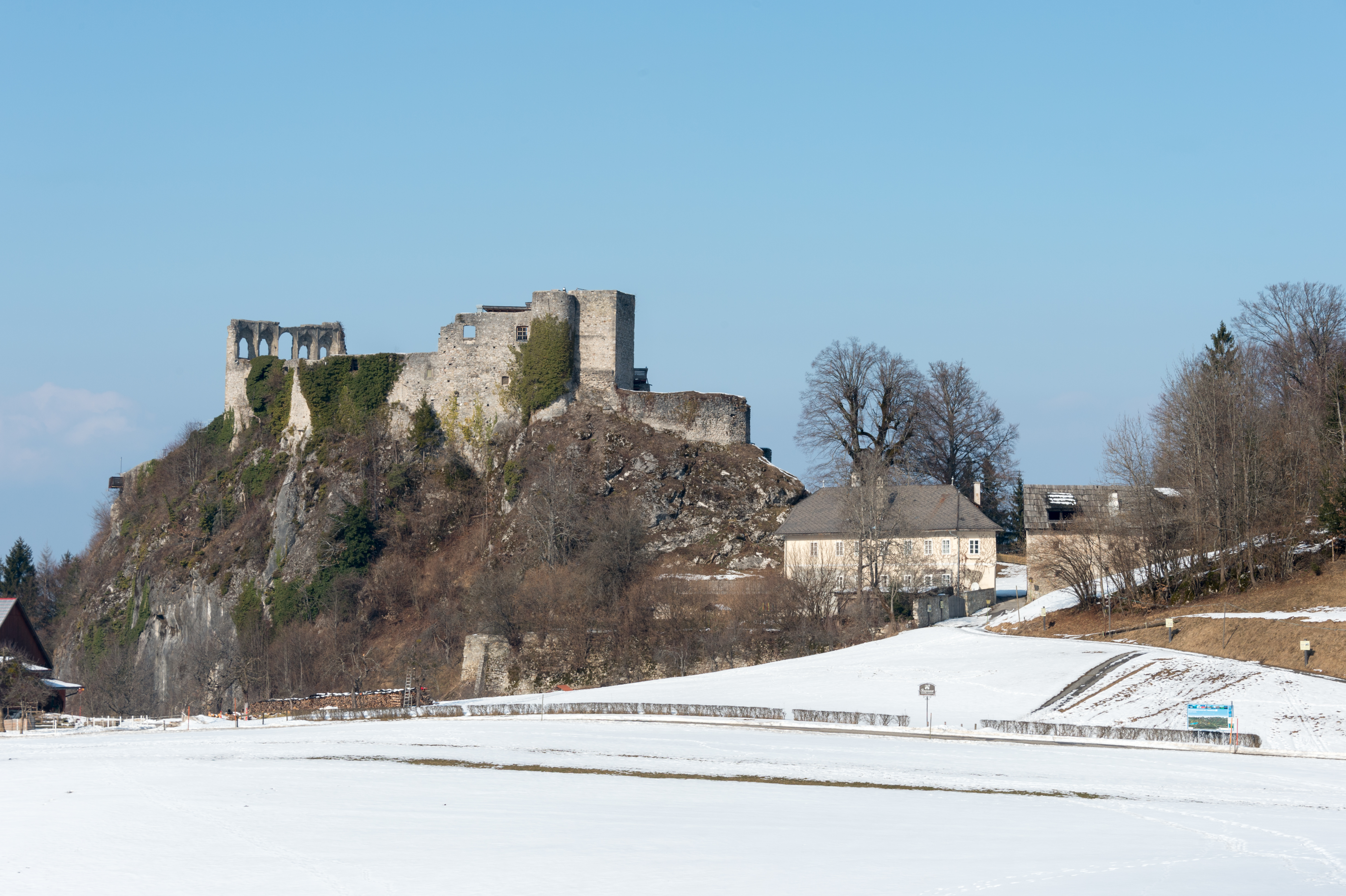
Finkenstein várának romjai

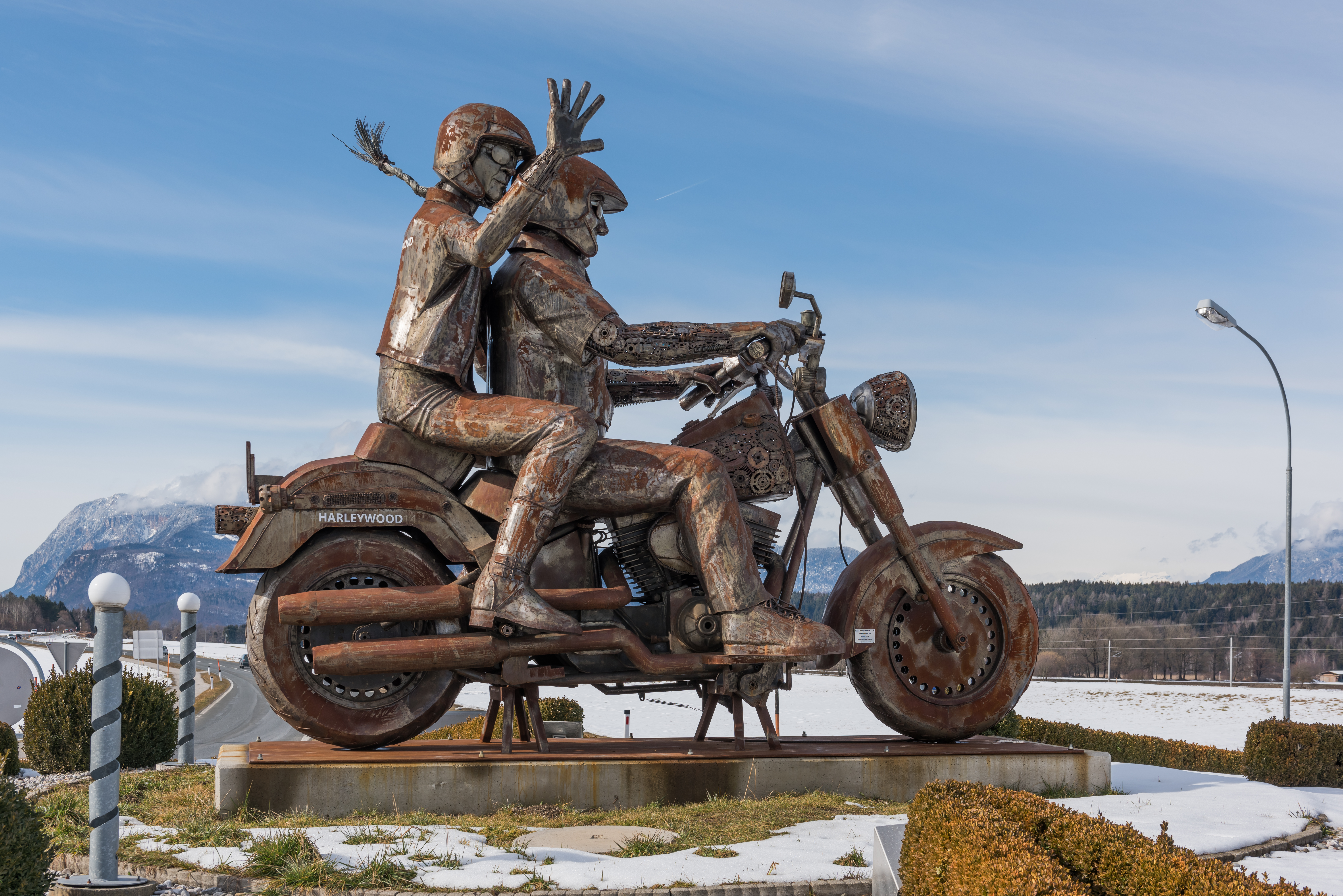
Motorosszobor egy körforgalomban

Finkenstein am Faaker See Karintia déli részén fekszik közvetlenül a szlovén határ mellett, a Faaki-tó medencéjében. Az önkormányzathoz tartozik a tó déli partja és szigete. Északról a Dráva, délről a Karavankák hegyvonulata határolja. Legmagasabb pontja a 2145 méteres Mittagskogel. Az önkormányzat 28 falut és egyéb települést fog össze: Altfinkenstein (66 lakos), Faak am See (940), Finkenstein (1354), Fürnitz (1512), Gödersdorf (392), Goritschach (124), Höfling (32), Kopein (12), Korpitsch (287), Latschach (496), Ledenitzen (1048), Mallenitzen (236), Müllnern (210), Neumüllnern (110), Oberaichwald (251), Oberferlach (96), Outschena (23), Petschnitzen (96), Pogöriach (148), Ratnitz (87), Sankt Job (132), Sigmontitsch (76), Stobitzen (217), Susalitsch (98), Techanting (356), Unteraichwald (112), Unterferlach (80), Untergreuth (61).
A környező települések: nyugatra Arnoldstein, északra Villach, északkeletre Rosegg, keletre Sankt Jakob im Rosental, délre Kranjska Gora (Szlovénia).

## Története
A város Finkenstein váráról kapta a nevét, amelyet 1142-ben említenek először írásban és birtokosai a karintiai herceg hűbéresei voltak. I. Miksa császár 1508-ban csatlósának, Siegmund von Dietrichsteinnek adományozta a várat; az ő leszármazottai birtokolták egészen 1861-ig. A 18. századtól az elhagyott vár fokozatosan rombadőlt. Ma egy 1150 férőhelyes szabadtéri amfiteátrum (Burgarena Finkenstein) található a lábánál. 
Az önkormányzat 1850-ben jött létre, akkor még Mallestig néven. 1970-ben felvette a Finkenstein nevet. 1973-ban hozzácsatolták a megszüntetett Mária Gail Ferlach nevű katasztrális községét. 1979-ben mezővárosi státuszt kapott. 2000-ben átnevezték Finkenstein am Faaker See-re. 

## Lakossága
A finkensteini önkormányzat területén 2016 januárjában 8799 fő élt, ami számottevő gyarapodást jelent a 2001-es 8198 lakoshoz képest. Akkor a helybeliek 93,3%-a volt osztrák, 2,5% boszniai, 1,3% német állampolgár. A lakosság 5,6%-a tartozott a szlovén kisebbséghez. 82,2% római katolikusnak, 6% evangélikusnak, 2,8% muszlimnak, 6,5% pedig felekezet nélkülinek vallotta magát.

## Látnivalók

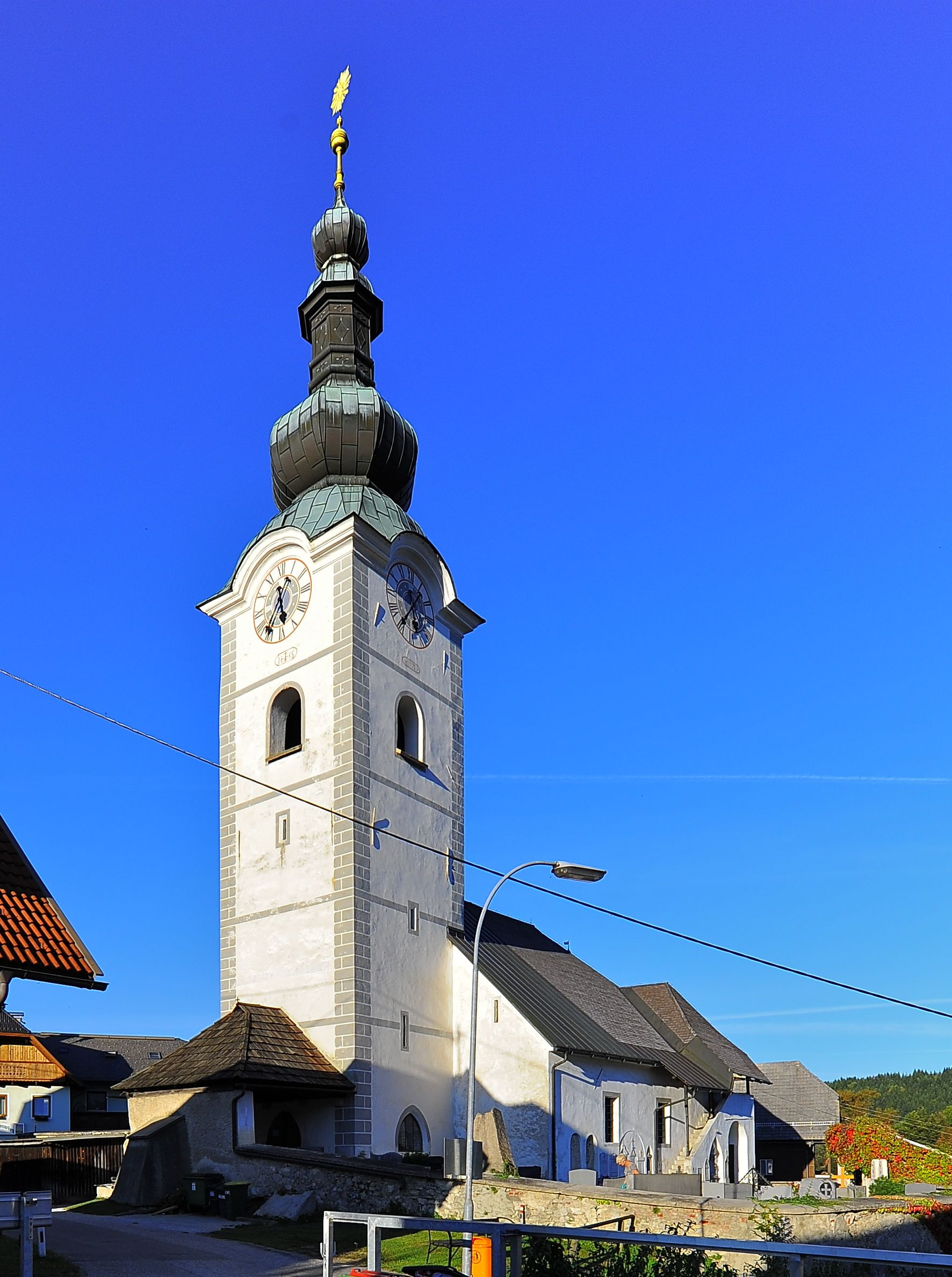
A Szt. István-templom

- Finkenstein várának romjai és az amfiteátrum
- a neufinkensteini kastély
- a Szt. István plébániatemplom, amelyet 1340-ben (vagy 1385-ben) említenek először, mai gótikus formájában 1472-ből származik.
- a fürnitzi Szt. Mihály-plébániatemplom
- a latschachi Szt. Ulrik-plébániatemplom
- a finkensteini kis, gótikus Szt. Margit-templomot 1340-ben említik először
- a helytörténeti múzeum
- Faak am See-ben minden évben európai Harley-Davidson találkozót tartanak
- Finkensteinben található Ausztria legnagyobb citrusgyűjteménye, Faak am See-ben pedig az ország legnagyobb privát Märklin-modellvasútkollekciója
- a kanzianibergi és a Rotschitza-szurdoki via ferrata

A karintiai szlovén helyneveket (többek között a finkensteinieket) az UNESCO Ausztria szellemi örökségének nyilvánította.   

## Híres finkensteiniek
- Christian Mayer (1972-) olimpiai bronzérmes síelő
- Fritz Pinter (1978-) világbajnoki bronzérmes biatlon-versenyző
- Katharina Truppe (1996-) ifjúsági világbajnoki bronzérmes síelő

## Fordítás
- Ez a szócikk részben vagy egészben  a   Finkenstein am Faaker See című német Wikipédia-szócikk ezen változatának fordításán alapul.  Az eredeti cikk szerkesztőit annak laptörténete sorolja fel. Ez a jelzés csupán a megfogalmazás eredetét és a szerzői jogokat jelzi, nem szolgál a cikkben szereplő információk forrásmegjelöléseként.